# PR і ЗМІ в Казахстані
Збірник наукових праць «PR І ЗМІ В КАЗАХАСТАНІ: збірник наукових праць» (PR и СМИ в Казахстане: сборник научных трудов. — Қазақстандағы PR және БАҚ: ғылыми еңбектер жинағы) — наукове видання Казахського національного університету імені Аль-Фарабі при центрі ЮНЕСКО з журналістики та комунікації.
Ініціатром видання стала завідувачка кафедри журналістики професор університету Л. С. Ахметова, яка є засновником і головним редактором збірника. Видання має свідоцтво про державну реєстрацію на її ім'я як на об'єкт авторського права (№ 133 від 18 лютого 2013 р. — «Қазақстандағы PR және БАҚ. Ғылыми еңбеқтер жинағы» -«PR и СМИ в Казахстане. Сборник научных трудов»). Перший номер побачив світ 2003 року і присвячувався, переважно, проблемам PR і ЗМІ в Казахстані.
Збірник видається на кафедрі ЮНЕСКО, міжнародної журналістики і зв'язків із громадськістю факультету журналістики Казахського Національного університету імені аль-Фарабі. Це єдиний кафедральний збірник, котрий виходить із періодичністю двічі на рік у Казахстані. Він розширив географію автури, містить матеріали про PR і ЗМІ в Республіці Казахстан та за його межами, про теорію і практику медіабізнесу, про інноваційні технології медіаменеджменту і маркетингу в журналістиці. У ньому також друкуються статті з проблем і перспектив розвитку гуманітарних наук. Збірник виходить як періодичне видання, призначене для PR-спеціалістів, журналістів, працівників прес-служб, студентів і магістрантів спеціальностей «Журналістика», «Зв'язки з громадськістю», «Видавнича справа», вчених, дослідників. Категоріями читачів є науковці, аспіранти, працівники ЗМІ, студенти та широка читацька аудиторія, зацікавлена проблемами PR і ЗМІ. У збірнику наукових праць наявні розділи: 1. PR в Казахстані. 2.ЗМІ в Казахстані. 3. Наукова творчість молодих. 4. Наші ювіляри. Чимало уваги приділено публікаціям молодих авторів.
У лютому 2020 р. вийшов 18 номер збірника «Қазақстандағы PR және БАҚ. Ғылыми еңбеқтер жинағы» — «PR и СМИ в Казахстане. Сборник научных трудов». у випуску опубліковано статті з медіаграмотності й медіаосвіти, PR, комунікаціях, питань гуманітарних наук. У збірнику є спеціальний розділ «Науклва творчість молодих», де опубліковано цікаві праці молодого покоління різних країн. У 18 номері — статті казахською, російською, киргизькою й англійською мовами з Казахстану, Киргизстану, Росії, України. Вперше в історії видання — у цьому випуску надруковано статтю українською мовою.

## Редакційна колегія
Засновник і головний редактор Л. С. Ахметова.
До складу редакційної колегії входять відомі науковці з різних країн:
- Акінер Ш. — професор, доктор PhD, с.н.с., Кембридж, Велика Британія
- Адилова Л. Ф. — д.п.н., професор, Москва, РФ
- Brussig B. — член німецької асоціації журналістів, Berlin, ФРН
- Дзялошинський Й. М. — д.ф.н., професор, Москва, РФ
- Джунушалієва Г. Д. — д.і.н., професор, Бішкек, Киргизстан
- Корконосенко С. Г. — д.ф.н., професор, Санкт-Петербург, РФ
- Медеубек С. М. — к.ф.н., доцент, Алмати, Казахстан
- Моулд Д. — професор, Огайо, США
- Окай А. — професор, Стамбул, Туреччина
- Романенко Е. А. — д.н., професор, Київ, Україна
- Рузін В. Д. — к.ф.н., Президент ЕАТП, Москва, РФ
- Жукова І. В. — к.н., доцент, Київ, Україна

Мови видання — казахська, англійська, киргизька, німецька, українська, турецька, російська. Відповідальними редакторами збірника є — професор Н. Т. Шингисова (казахська мова), доценти М. О. Негізбаєва (російська мова), Г. Т. Муканова (англійська мова), А. В. Рожков (німецька мова).
Ліцензійні положення: автори зберігають авторські та ліцензійні публікації автентичних наукових праць, що містять результати як теоретичних, так і прикладних досліджень; статті не повинні розглядатися як публікації в інших видавництвах. Наукові праці приймаються на конкурсній основі. До статей додаються ключові слова і резюме казахською, англійською, російською мовами.
Нині збірник виходить у рамках грантового проекту «Розробляння національної моделі казахстанської медіаосвіти в контексті модернізації громадської свідомості і реалізації пріоритетів „Мәңгілік ел“» Міністерства освіти і науки Республіки Казахстан.

## Відкритий доступ
Збірник «PR і СМІ в Казахстані: сборник научных трудов. — Қазақстандағы PR және БАҚ: ғылыми еңбектер жинағы» дотримується політики відкритого доступу. Розміщення всіх публікацій є позачасовим і безкоштовним відразу після публікації випуску. Повнотекстовий онлайн-доступ до наукових праць журналу представлений у мережі Інтернет. ISBN 978-601-04-4057-9